# Dwunastościan foremny

Dwunastościan foremny

Stereoskopowa animacja składania i obrotu dwunastościanu foremnego

Przykładowa siatka dwunastościanu foremnego

Dwunastościan foremny a. dodekaedr (z gr.) – wielościan foremny o 12 ścianach w kształcie przystających pięciokątów foremnych. Ma 30 krawędzi i 20 wierzchołków. Ścinając wierzchołki dwunastościanu otrzymujemy wielościan półforemny o nazwie dwunastościan ścięty. Bryła oznaczona jest symbolem Schläfliego {5,3}.

## Wzory i własności
W poniższych wzorach {\displaystyle a} oznacza długość krawędzi dwunastościanu foremnego.
- Pole powierzchni całkowitej[2][3]:

{\displaystyle S=3\ a^{2}\ {\sqrt {5(5+2{\sqrt {5}})}}\approx 20{,}6457\ a^{2}}
- Objętość[2][3]:

{\displaystyle V={\frac {1}{4}}\ a^{3}\ (15+7{\sqrt {5}})\approx 7{,}6613\ a^{3}}
- Apoloniusz z Pergi wykazał, że dla dwudziestościanu foremnego i dwunastościanu foremnego opartych na wpisanych kulach o takim samym promieniu zachodzi zależność[2]:

{\displaystyle {\frac {V_{20}}{V_{12}}}={\frac {S_{20}}{S_{12}}}={\sqrt {{\frac {3}{10}}\left(5-{\sqrt {5}}\right)}}}
gdzie {\displaystyle V_{n},\;S_{n}} oznacza odpowiednio objętość i pole powierzchni {\displaystyle n}-ścianu foremnego.
- Promień kuli wpisanej[2][3]:

{\displaystyle r={\frac {a}{20}}{\sqrt {10(25+11{\sqrt {5}})}}\approx 1{,}1135\ a}
- Promień kuli stycznej do krawędzi[2][3]:

{\displaystyle \delta ={\frac {a(3+{\sqrt {5}})}{4}}}
- Promień kuli opisanej[2][3]:

{\displaystyle R={\frac {a}{4}}\ {\sqrt {3}}\ (1+{\sqrt {5}})\approx 1{,}4013\ a}
- Kąt między sąsiednimi ścianami[2]:

{\displaystyle \alpha =\arccos \left(-{\frac {\sqrt {5}}{5}}\right)\approx 116{,}6^{\circ }}
- Grupa symetrii[2]:

Ih